# چیکشولوب، یوکاتان

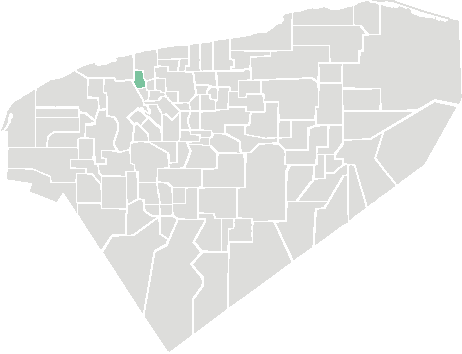
مکان چیکشلوب، یوکاتان

چیکشلوب، یوکاتان یک شهر است، که در ایالت یوکاتان مکزیک واقع شده‌است.
در سرشماری سال ۲۰۰۵، این شهر جمعیتی بالغ بر ۵٬۰۵۲ داشته‌است.
دهانه چیکشلوب که بزرگترین دهانه برخوردی در زمین است در نزدیکی این شهر واقع شده‌است و علت نام‌گذاری این دهانه نیز نزدیکی به همین شهر است. این دهانه حدود ۶۵ میلیون سال قبل با برخورد شهاب‌واری به قطر ۱۰ کیلومتر که احتمالاً باعث به وجود آمدن رویداد انقراض کرتاسه-پالئوژن شده‌است که با انقراض دایناسورها همراه بوده‌است. به احتمال زیاد روستایی به نام پروگرسو به فاصله ۶ کیلومتری در شرق این شهر مرکز این دهانه است.
در زبان محلی چیکشوب از دو بخش چیک به معنای کک و شلوب به معنای شیطان یا دیو یا شاخ تشکیل شده‌است.".